# Японский речной угорь
Япо́нский речно́й у́горь (лат. Anguilla japonica) — вид хищных катадромных рыб из семейства угрёвых.
Тело достигает длины около 40 см, максимальная длина 1 м.
Распространён у берегов Японии и в Восточно-Китайском море, у берегов Тайваня, Кореи, Китая и севере Филиппин.
Может жить как в пресной, так и морской воде. Обитает на дне, на глубине до 400 м. Ночью может передвигаться по суше. Нерестилища этого вида обнаружены в западной части Марианских островов. Нерестится в море. Молодняк переселяется в реки стаями, развивается и растёт в пресной воде. Питается ракообразными, насекомыми и рыбой.
В июне 2013 года японские учёные подтвердили способность угря к флюоресценции. Японский речной угорь — первое позвоночное животное, которое способно к этому. Учёные определили белковые структуры, ответственные за поглощение и переизлучение света, хромофором выступает билирубин. По словам исследователей, концентрация белка в молодых угрях достаточная, чтобы тело светилось в темноте зелёным светом при облучении синей лампой.
Способен вырваться из пищеварительного тракта хищной рыбы после проглатывания. Проведённое в 2024 году исследование показало, что при попадании в желудок хищника угри проталкивают свой хвост в обратном направлении по пищеварительному тракту и выбираются через жабры.
Используется в японской кухне, в которой считается самой дорогой рыбой. Разводится на специальных японских фермах, расположенных в море. Также применяется в китайской традиционной медицине. В 2010 году Гринпис добавил его в красный лист морепродуктов, то есть список видов, которые продаются в супермаркетах по всему миру и которые подвергаются высокому риску перелова. Министерство окружающей среды Японии внесло японского речного угря в список исчезающих видов в 2013 году, Международный союз охраны природы — в 2014 году.